# Nuevo Masamila
Nuevo Masamila är en ort i Mexiko.   Den ligger i kommunen Tierra Blanca och delstaten Veracruz, i den sydöstra delen av landet, 300 km öster om huvudstaden Mexico City. Nuevo Masamila ligger 10 meter över havet och antalet invånare är 269.
Terrängen runt Nuevo Masamila är mycket platt. Runt Nuevo Masamila är det ganska tätbefolkat, med 75 invånare per kvadratkilometer. Närmaste större samhälle är Fernando López Arias, 15,2 km sydost om Nuevo Masamila. Trakten runt Nuevo Masamila består till största delen av jordbruksmark.